# Ков
Ков (англ. Cobh; ірл. an Cóbh, у 1849—1920 роках — Квінстаун (англ. Queenstown)) — туристичне портове місто на південному узбережжі графства Корк, провінція Манстер, Ірландія. 